# Beto Hortis
Beto Hortis (Recife) é um arranjador e acordeonista brasileiro.

## Carreira
Aos 12 anos iniciou sua carreira musical, influenciado pelo seu avô Vitor, que tocava sanfona de 8 baixos e acordeon.
Já adulto, tocou acordeon para Jorge de Altinho e Alcymar Monteiro. Participou como instrumentista e arranjador  em gravações de diversos músicos de forró, tais como Paulinho Leite, Nádia Maia e Xico Bizerra, entre outros.
Ganhou o primeiro lugar no Festival Cearense de Sanfoneiros, em 2007.
Em 2013, venceu o I Festival do Frevo da Humanidade, em Recife, na categoria "Frevo de Rua", com a canção "Que Saudade Seu Domingos (Homenagem a Dominguinhos)".